# Csarnóta
Csarnóta ist eine ungarische Gemeinde im Kreis Siklós im Komitat Baranya.

## Geografische Lage
Csarnóta liegt ungefähr acht Kilometer nordwestlich der Kreisstadt Siklós und fünf Kilometer nördlich der Stadt Harkány. Die Nachbargemeinde Túrony befindet sich ein Kilometer nordöstlich. Die höchste Erhebung ist der 255 m hohe Kopasz-hegy, südlich des Ortes gelegen. Die Umgebung ist geprägt durch Weinberge.

## Geschichte
Im Jahr 1913 gab es in der damaligen Kleingemeinde 63 Häuser und 274 Einwohner auf einer Fläche von 925 Katastraljochen. Sie gehörte zu dieser Zeit zum Bezirk Siklós im Komitat Baranya.

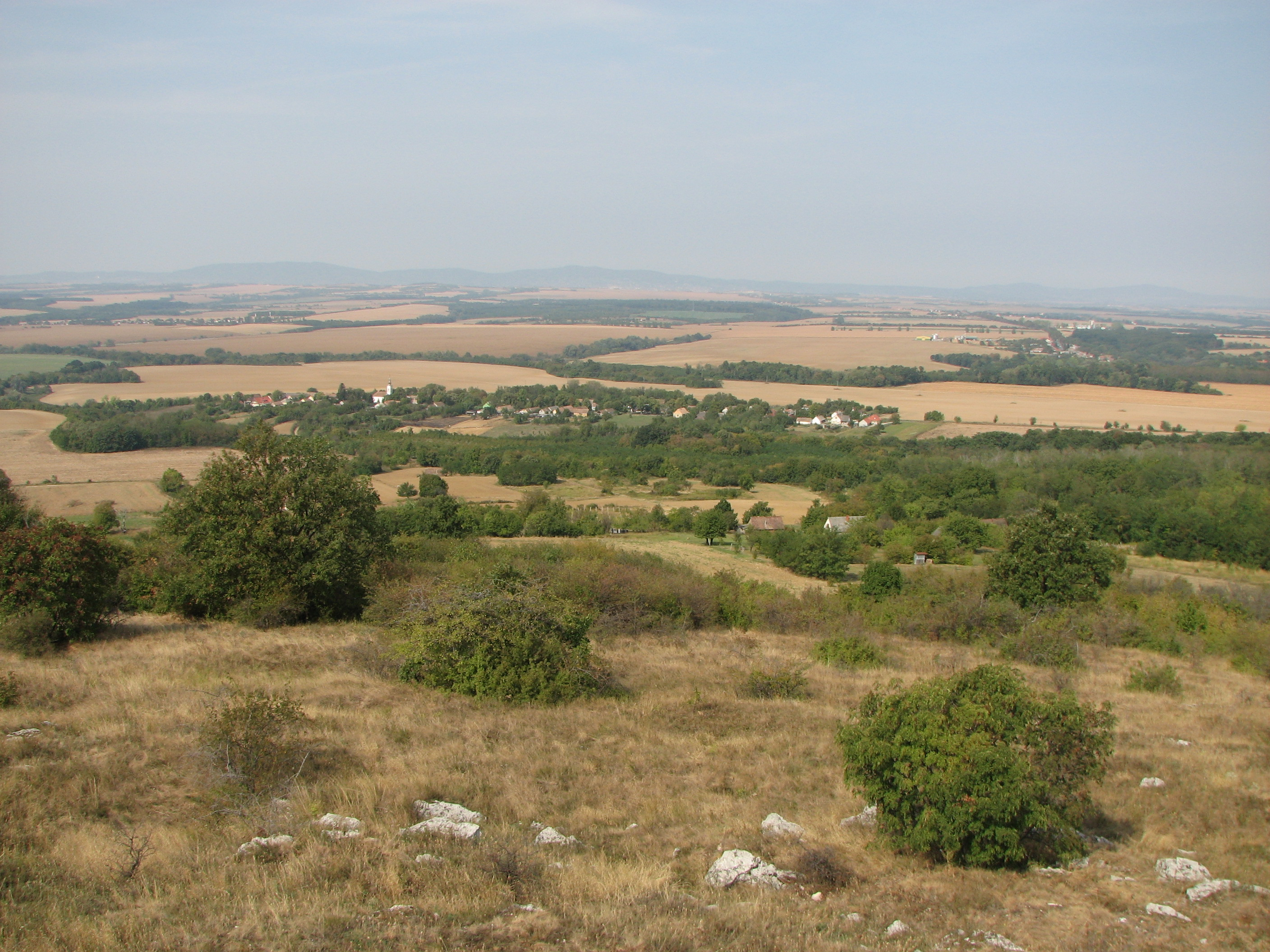
Blick auf Csarnóta vom Kopasz-hegy
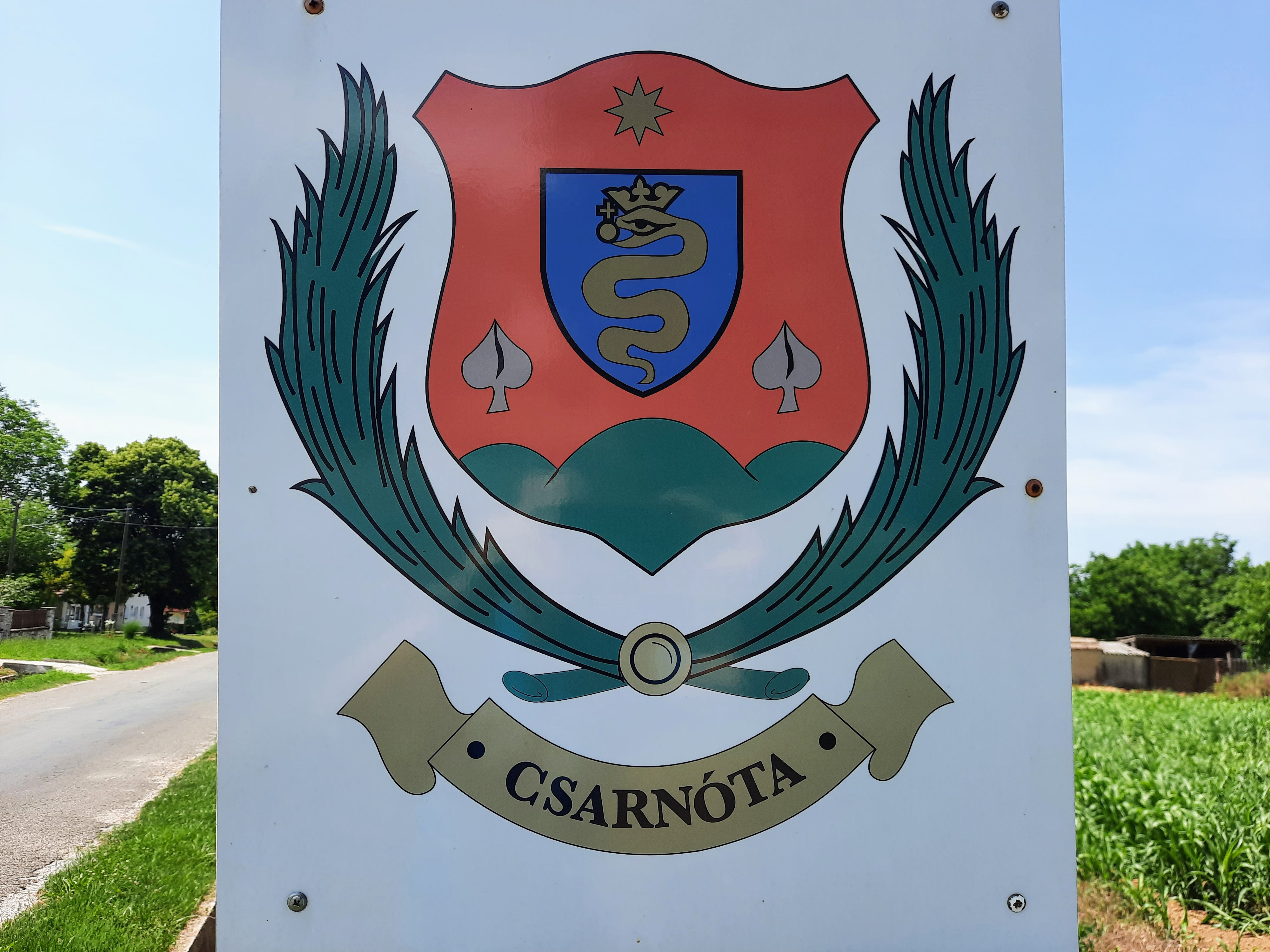
Wappen von Csarnóta
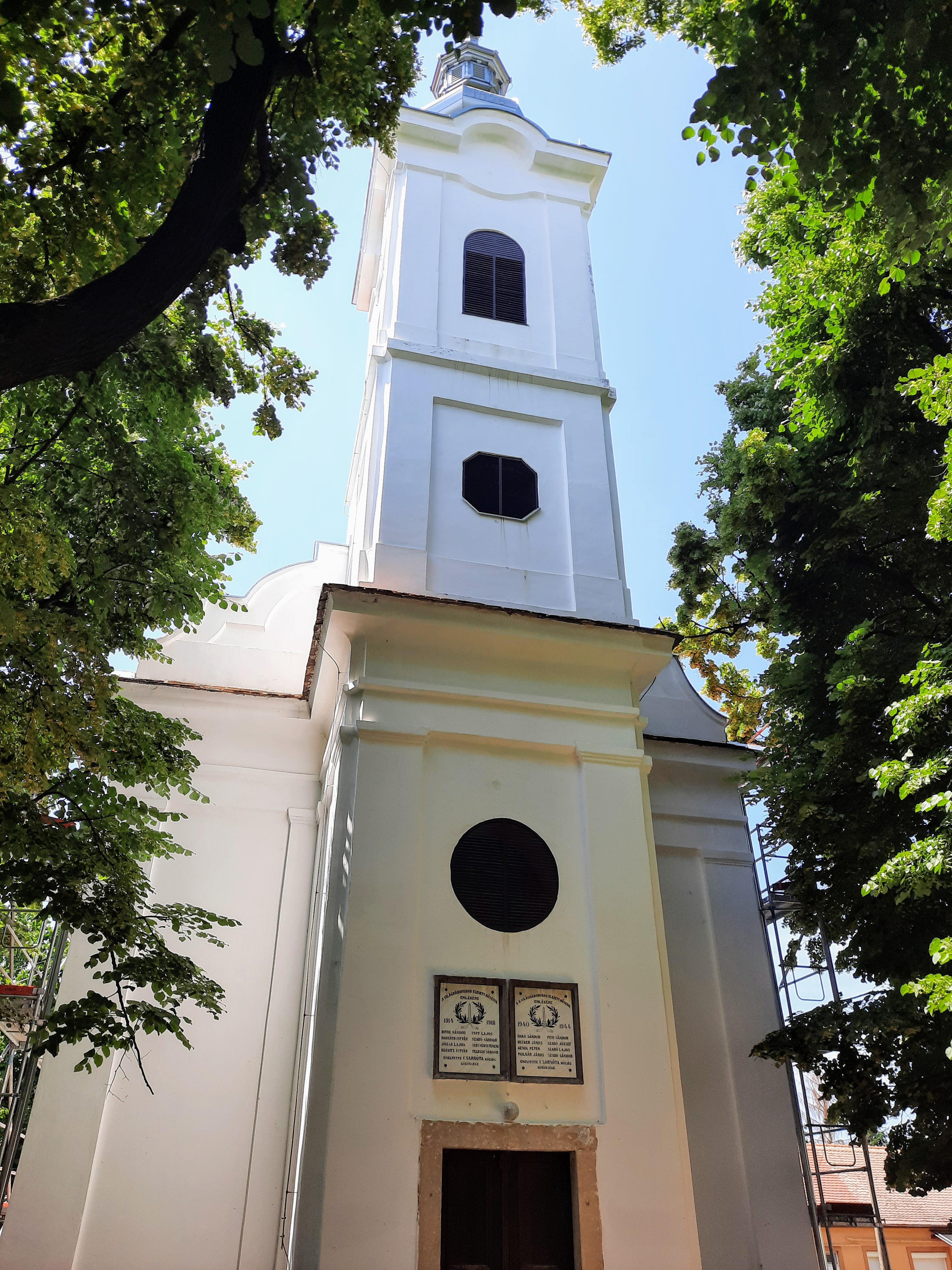
Reformierte Kirche
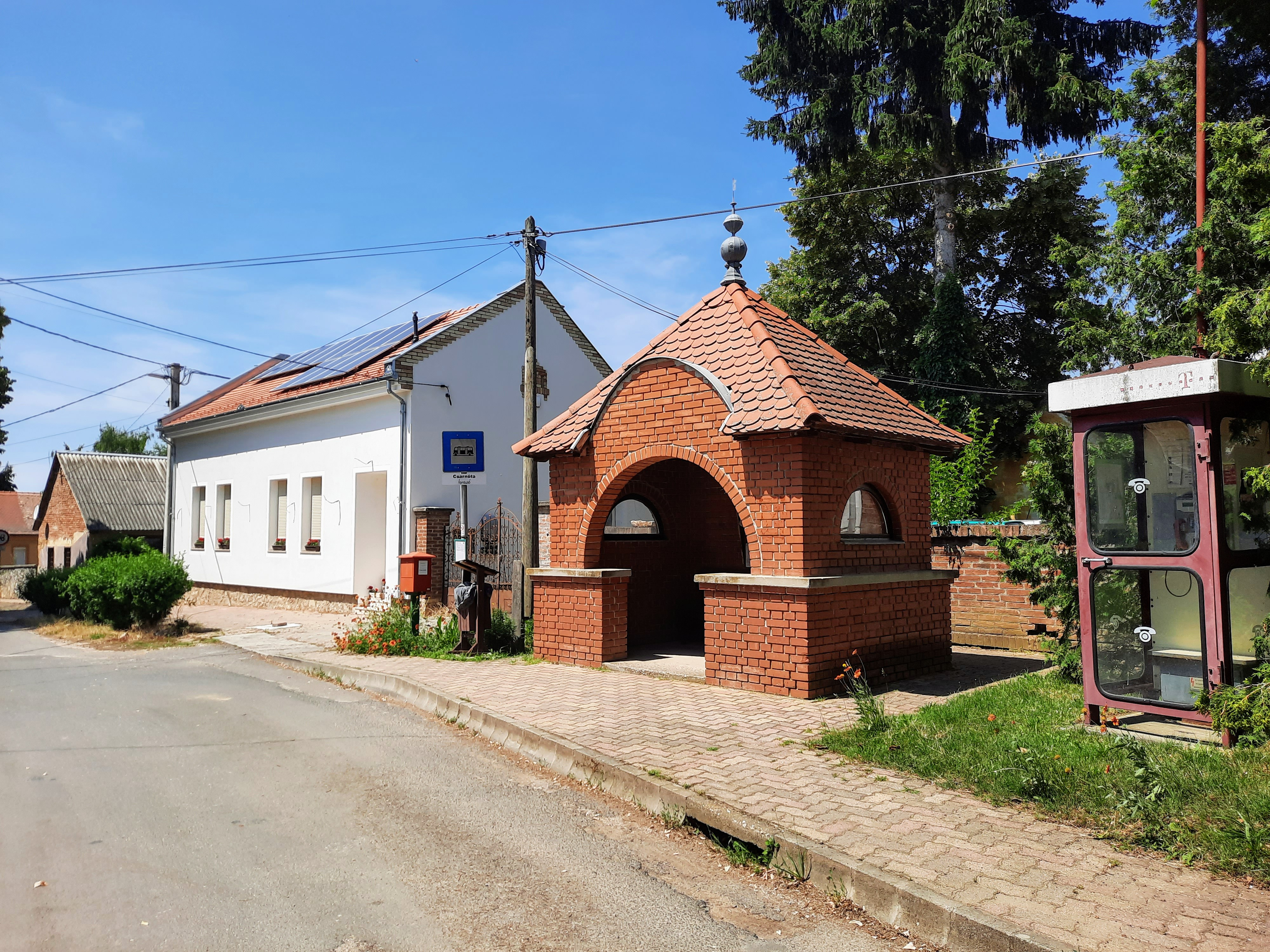
Bushaltestelle
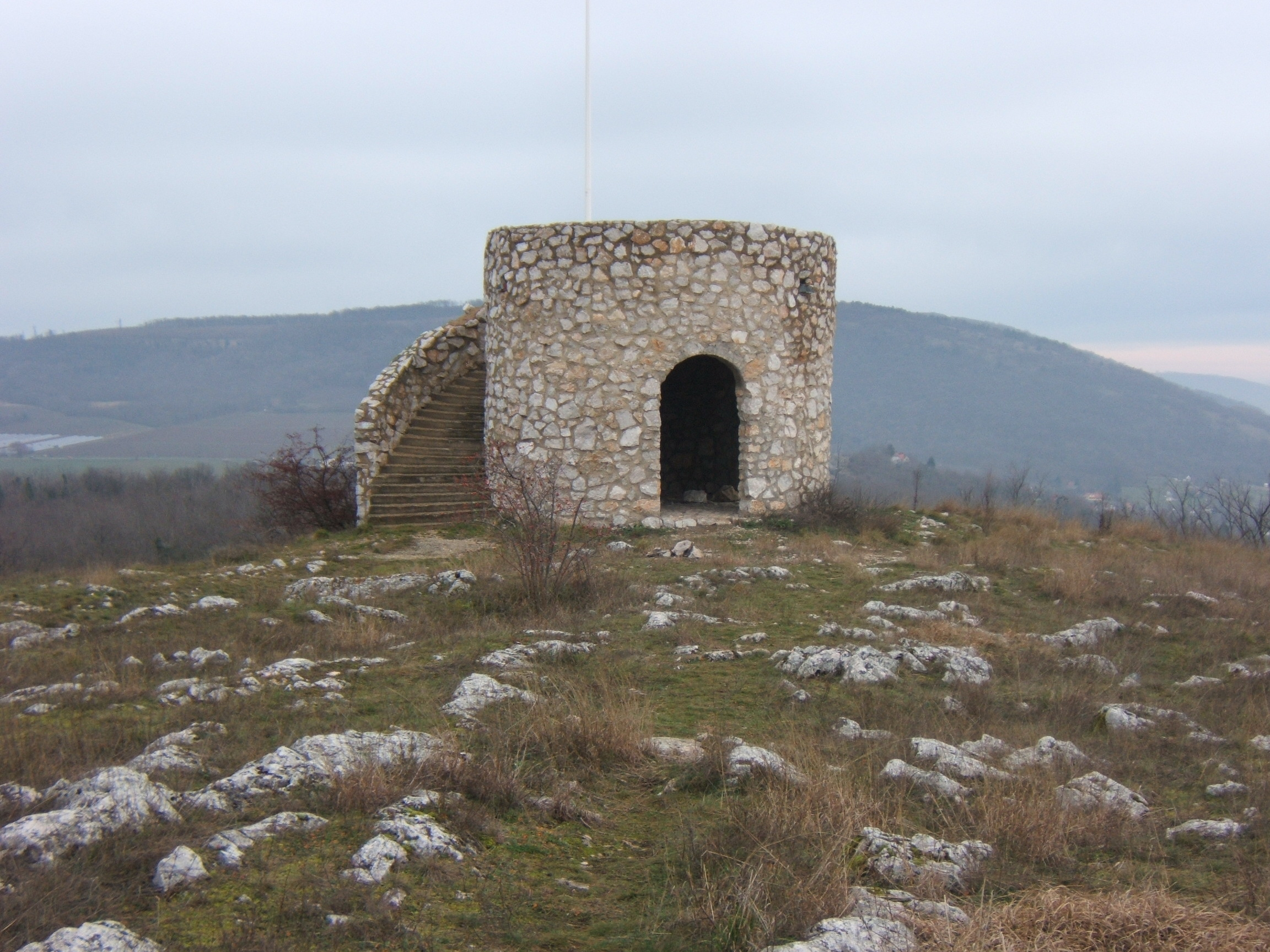
Aussichtsturm auf dem Kopasz-hegy

## Sehenswürdigkeiten
- Reformierte Kirche, erbaut 1856

## Verkehr
Csarnóta ist nur über die Nebenstraße Nr. 58116 zu erreichen, ein Kilometer östlich verläuft die Hauptstraße Nr. 58. Es bestehen Busverbindungen über Harkány nach Siklós, sowie über Túrony und Szalánta nach Pécs, wo sich der nächstgelegene Bahnhof befindet.